# Eric Meyer
Eric Meyer (31. ožujka 1964.) američki je glazbenik. Najpoznatiji je kao gitarist thrash metal-sastava Dark Angel. Pridružio mu se 1984. i svirao je na svim albumima. Nakon raspada sastava radio je kao glazbeni producent.

## Diskografija
- Dark Angel – We Have Arrived (1985.)
- Dark Angel – Darkness Descends (1986.)
- Dark Angel – Leave Scars (1989.)
- Dark Angel – Time Does Not Heal (1991.)